# بورتو دو سون
بلدية بورتو دو سون (بالإسبانية: Porto do Son)‏، هي إحدى بلديات مقاطعة لا كرونيا إحدى مقاطعات إسبانيا، و التي تقع في منطقة جليقية شمال غرب إسبانيا.
يبلغ عدد سكانها 10.085 نسمة وفقاً لإحصائية سنة (2002).

## معرض صور

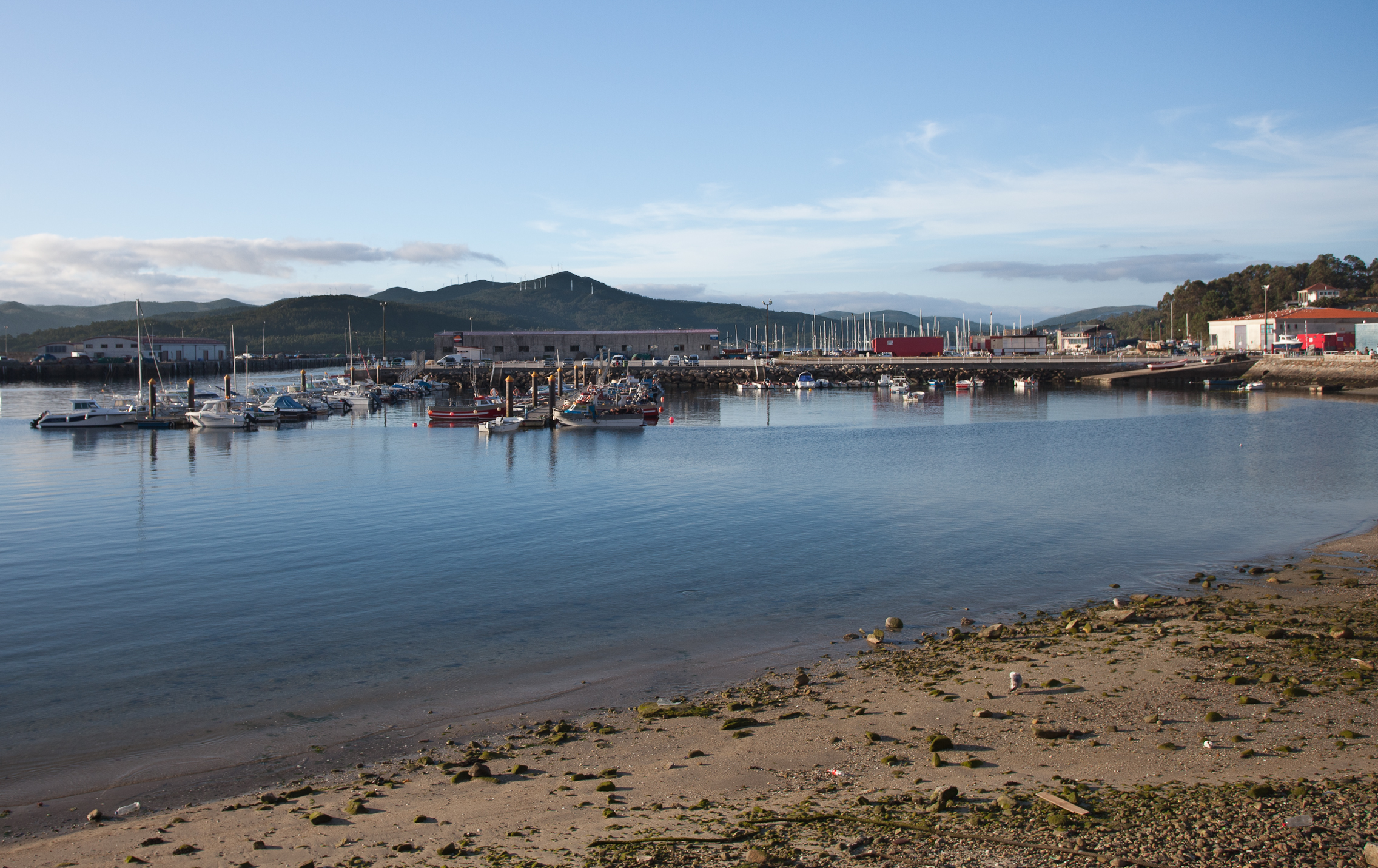
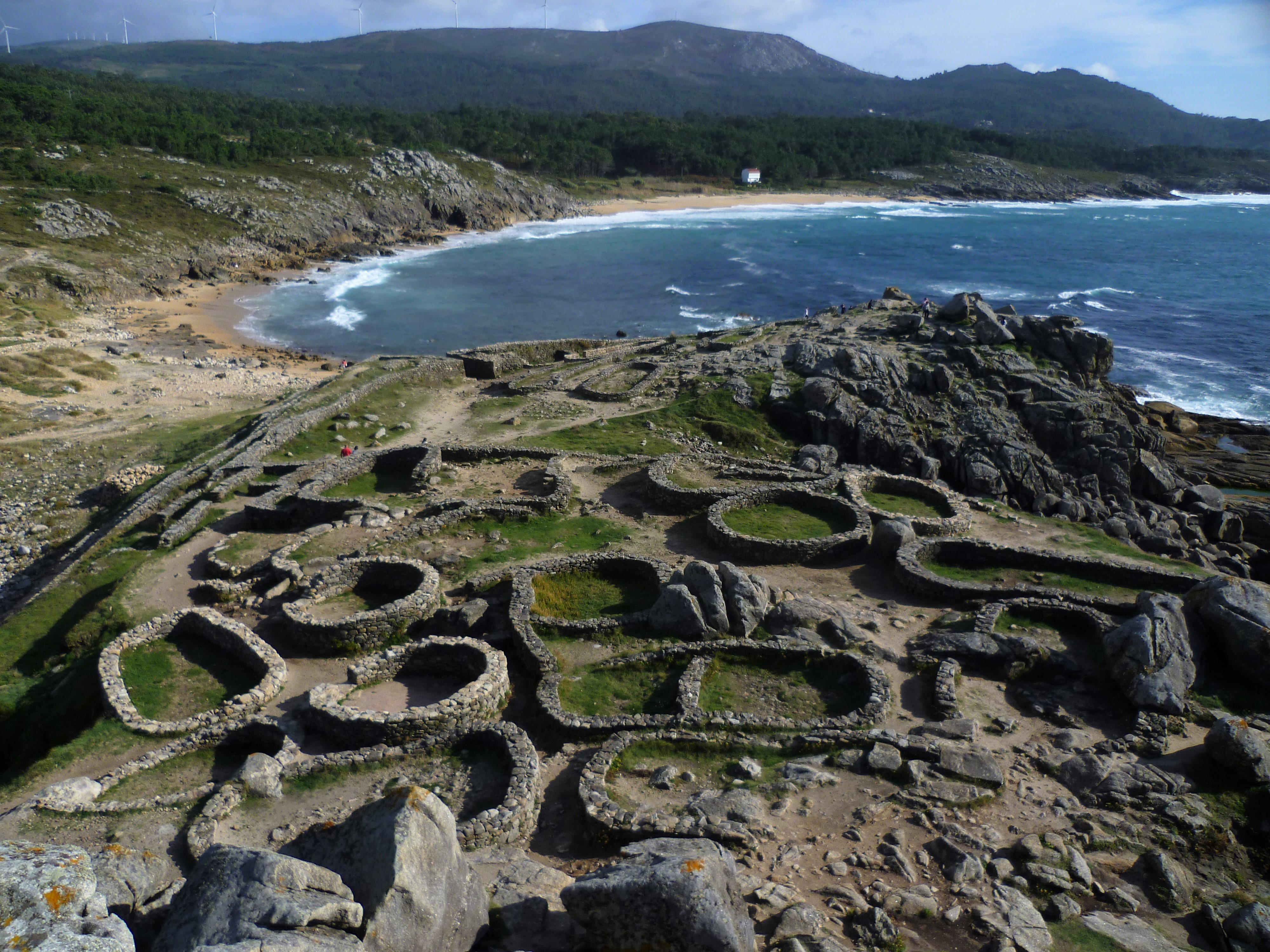
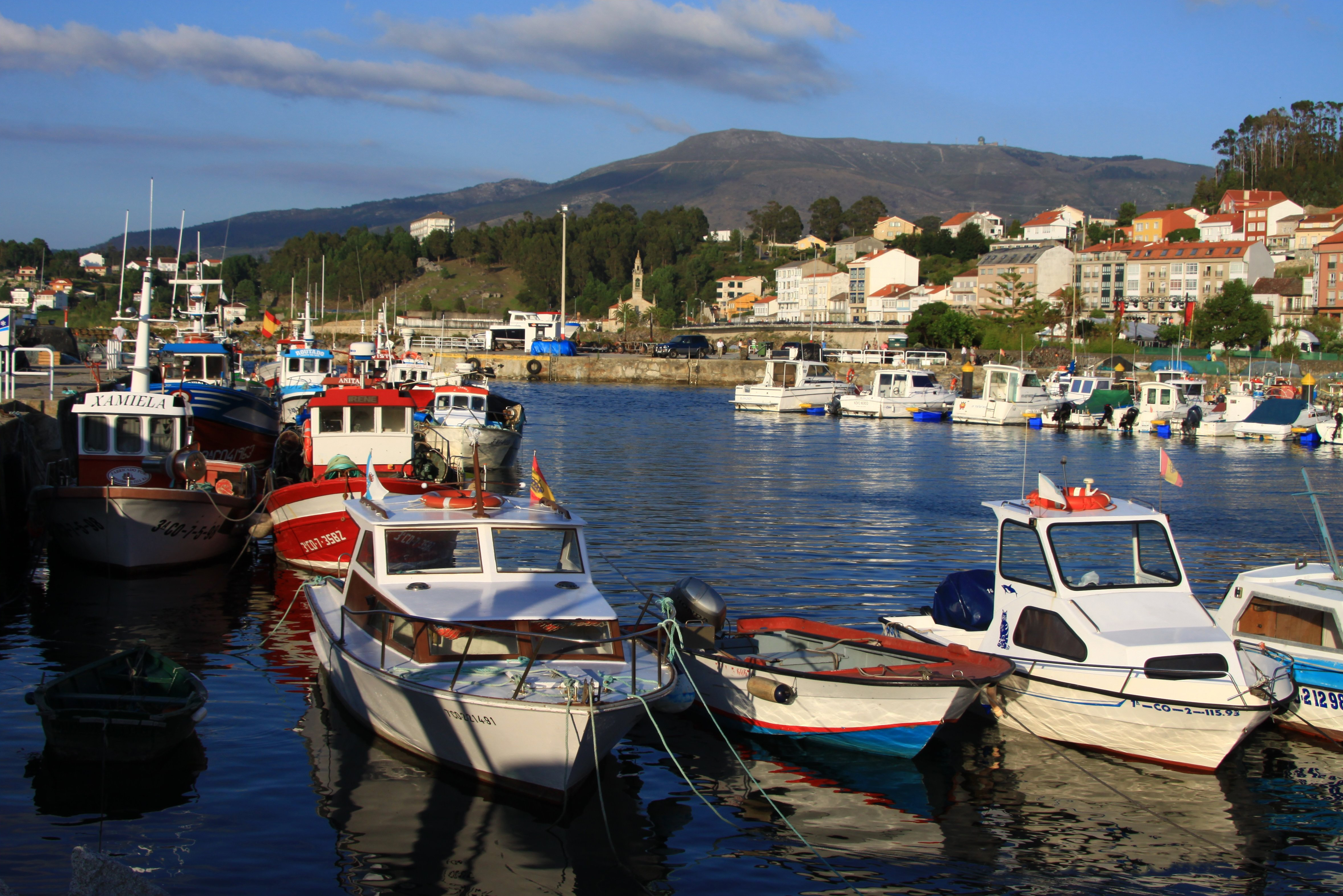

## أعلام
- دايفيد فيدال